# Liste der denkmalgeschützten Objekte in Strečno
Die Liste der denkmalgeschützten Objekte in Strečno enthält die 24 nach slowakischen Denkmalschutzvorschriften geschützten Objekte in der Gemeinde Strečno im Okres Žilina.

## Denkmäler
| Foto |                 | Denkmal / č. ÚZPF                                           | Standort / Konskr. Nr.           | Offizielle Beschreibung                          | Beschreibung                                   | Metadaten                                                                |
| ---- | --------------- | ----------------------------------------------------------- | -------------------------------- | ------------------------------------------------ | ---------------------------------------------- | ------------------------------------------------------------------------ |
| ja   | Datei hochladen | Verteidigungsturm(sk) Burg Strečno ObjektID: 511-1370/1     | Standort KG: Strečno Konskr.Nr.: | hradné jadro;veľká hranolová veža,bergfrit       | Kernburg, großer prismatischer Turm, Bergfried | č. NKP: 511-1370/1 Stand des NKP: 2012-02-08 Name: VEŽA OBRANNÁ          |
| BW   | Datei hochladen | Burgmauer I(sk) Burg Strečno ObjektID: 511-1370/2           | Standort KG: Strečno Konskr.Nr.: | hradné jadro                                     | Kernburg                                       | č. NKP: 511-1370/2 Stand des NKP: 2012-02-08 Name: MÚR HRADBOVÝ I.       |
| ja   | Datei hochladen | östlicher Burgpalast(sk) Burg Strečno ObjektID: 511-1370/3  | Standort KG: Strečno Konskr.Nr.: | hradné jadro                                     | Kernburg                                       | č. NKP: 511-1370/3 Stand des NKP: 2012-02-08 Name: PALÁC HRADNÝ VÝCHODNÝ |
| ja   | Datei hochladen | nördlicher Burgpalast(sk) Burg Strečno ObjektID: 511-1370/4 | Standort KG: Strečno Konskr.Nr.: | hradné jadro                                     | Kernburg                                       | č. NKP: 511-1370/4 Stand des NKP: 2012-02-08 Name: PALÁC HRADNÝ SEVERNÝ  |
| ja   | Datei hochladen | Burgkapelle(sk) Burg Strečno ObjektID: 511-1370/5           | Standort KG: Strečno Konskr.Nr.: | hradné jadro                                     | Kernburg                                       | č. NKP: 511-1370/5 Stand des NKP: 2012-02-08 Name: KAPLNKA HRADNÁ        |
| BW   | Datei hochladen | Burghof I(sk) Burg Strečno ObjektID: 511-1370/6             | Standort KG: Strečno Konskr.Nr.: | hradné jadro;vnútorné horné nádvorie             | Kernburg, oberer Innenhof                      | č. NKP: 511-1370/6 Stand des NKP: 2012-02-08 Name: NÁDVORIE HRADNÉ I.    |
| BW   | Datei hochladen | Zisterne(sk) Burg Strečno ObjektID: 511-1370/7              | Standort KG: Strečno Konskr.Nr.: | hradné jadro                                     | Kernburg                                       | č. NKP: 511-1370/7 Stand des NKP: 2012-02-08 Name: CISTERNA              |
|      | Datei hochladen | südlicher Burgpalast(sk) Burg Strečno ObjektID: 511-1370/8  | KG: Strečno Konskr.Nr.:          | hradné jadro;južný palác                         | Kernburg                                       | č. NKP: 511-1370/8 Stand des NKP: 2012-02-08 Name: PALÁC HRADNÝ JUŽNÝ    |
| BW   | Datei hochladen | Vorhof(sk) Burg Strečno ObjektID: 511-1370/9                | Standort KG: Strečno Konskr.Nr.: | hradné jadro;vnútorné dolné nádvorie             | Kernburg, unterer Innenhof                     | č. NKP: 511-1370/9 Stand des NKP: 2012-02-08 Name: NÁDVORIE HRADNÉ II.   |
| BW   | Datei hochladen | Burgmauer II(sk) Burg Strečno ObjektID: 511-1370/10         | Standort KG: Strečno Konskr.Nr.: | predhradie I.                                    | Vorwerk I                                      | č. NKP: 511-1370/10 Stand des NKP: 2012-02-08 Name: MÚR HRADBOVÝ II.     |
| BW   | Datei hochladen | Torturm I(sk) Burg Strečno ObjektID: 511-1370/11            | Standort KG: Strečno Konskr.Nr.: | predhradie I.;veľká brána                        | Vorwerk I, oberes Tor                          | č. NKP: 511-1370/11 Stand des NKP: 2012-02-08 Name: VEŽA BRÁNOVÁ I.      |
| BW   | Datei hochladen | Wohngebäude(sk) Burg Strečno ObjektID: 511-1370/12          | Standort KG: Strečno Konskr.Nr.: | predhradie I.;severná malá veža,arkádová st.     | Vorwerk I, kleiner nördlicher Turm, Arkaden ?  | č. NKP: 511-1370/12 Stand des NKP: 2012-02-08 Name: STAVBA OBYTNÁ        |
| BW   | Datei hochladen | Burghof III(sk) Burg Strečno ObjektID: 511-1370/13          | Standort KG: Strečno Konskr.Nr.: | predhradie I.;2.nádvorie                         | Vorwerk I, 2. Hof                              | č. NKP: 511-1370/13 Stand des NKP: 2012-02-08 Name: NÁDVORIA HRADNÉ III. |
| BW   | Datei hochladen | Burgbrunnen(sk) Burg Strečno ObjektID: 511-1370/14          | Standort KG: Strečno Konskr.Nr.: | predhradie I.;nedokončená studňa                 | Vorwerk I, unvollendeter Brunnen               | č. NKP: 511-1370/14 Stand des NKP: 2012-02-08 Name: STUDŇA HRADNÁ        |
| BW   | Datei hochladen | Burgmauer III(sk) Burg Strečno ObjektID: 511-1370/15        | Standort KG: Strečno Konskr.Nr.: | predhradie II.                                   | Vorwerk II                                     | č. NKP: 511-1370/15 Stand des NKP: 2012-02-08 Name: MÚR HRADBOVÝ III.    |
| BW   | Datei hochladen | Torturm II(sk) Burg Strečno ObjektID: 511-1370/16           | Standort KG: Strečno Konskr.Nr.: | predhradie II.;brána so strážnicou-ruina         | Vorwerk II, Tor mit Wachenruine                | č. NKP: 511-1370/16 Stand des NKP: 2012-02-08 Name: VEŽA BRÁNOVÁ II.     |
| BW   | Datei hochladen | Bastion I(sk) Burg Strečno ObjektID: 511-1370/17            | Standort KG: Strečno Konskr.Nr.: | predhradie II.;štvorhranný bastión s baštou      | Vorwerk II, quadratische Bastion               | č. NKP: 511-1370/17 Stand des NKP: 2012-02-08 Name: BASTIÓN I.           |
| BW   | Datei hochladen | Bastion II(sk) Burg Strečno ObjektID: 511-1370/18           | Standort KG: Strečno Konskr.Nr.: | predhradie II.;štvorhranný bastión               | Vorwerk II, quadratische Bastion               | č. NKP: 511-1370/18 Stand des NKP: 2012-02-08 Name: BASTIÓN II.          |
| ja   | Datei hochladen | Kanonebastion(sk) Burg Strečno ObjektID: 511-1370/19        | Standort KG: Strečno Konskr.Nr.: | predhradie II.                                   | Vorwerk II                                     | č. NKP: 511-1370/19 Stand des NKP: 2012-02-08 Name: BAŠTA DELOVÁ         |
| BW   | Datei hochladen | Burghof IV(sk) Burg Strečno ObjektID: 511-1370/20           | Standort KG: Strečno Konskr.Nr.: | predhradie II.;malé prejazdné nádvorie+parkán    | Vorwerk II, kleine Durchfahrt und Hof          | č. NKP: 511-1370/20 Stand des NKP: 2012-02-08 Name: NÁDVORIA HRADNÉ IV.  |
| BW   | Datei hochladen | Burgmauer IV(sk) Burg Strečno ObjektID: 511-1370/21         | Standort KG: Strečno Konskr.Nr.: | predhradie III.                                  | Vorwerk III                                    | č. NKP: 511-1370/21 Stand des NKP: 2012-02-08 Name: MÚR HRADBOVÝ IV.     |
| BW   | Datei hochladen | Graben I(sk) Burg Strečno ObjektID: 511-1370/22             | Standort KG: Strečno Konskr.Nr.: | predhradie III.;šijová priekopa                  | Vorwerk III, Halsgraben                        | č. NKP: 511-1370/22 Stand des NKP: 2012-02-08 Name: PRIEKOPA I.          |
| BW   | Datei hochladen | Graben II(sk) Burg Strečno ObjektID: 511-1370/23            | Standort KG: Strečno Konskr.Nr.: | predhradie III.;vonkajšia šijová priekopa        | Vorwerk III, äußerer Halsgraben                | č. NKP: 511-1370/23 Stand des NKP: 2012-02-08 Name: PRIEKOPA II.         |
| ja   | Datei hochladen | Denkmal(sk) ObjektID: 511-1433/0                            | KG: Strečno Konskr.Nr.:          | francúzski partizáni;pamätník francúz.partizánov | für französische Partisanen                    | č. NKP: 511-1433/0 Stand des NKP: 2012-02-08 Name: PAMÄTNÍK              |

## Legende
Die Tabelle enthält im Einzelnen folgende Informationen:
| Foto:                    | Fotografie des Denkmals. |
| Denkmal / č. ÚZPF:       | Die Übersetzung der Bezeichnung des Denkmals, wie sie vom Slowakischen Denkmalamt (Pamiatkový úrad Slovenskej republiky) verwendet wird. Die Originalbezeichnung ist unter dem Fragezeichen angegeben. Fehlt die Übersetzung, so wird die Originalbezeichnung direkt angezeigt. Weiters ist die Objekt-Identifikationsnummer (Objekt ID) angeführt. Sie ist die offizielle, in der Slowakei eindeutige Nummer č. ÚZPF inklusive der zugehörigen Zählnummer, wie sie in den Daten des Denkmalamtes angegeben wird. Da diese nur innerhalb eines Landkreises gezählt wird, ist dessen Nummer der Denkmalnummer vorangestellt. |
| Standort:                | Wenn in der Liste vorhanden, ist die Adresse angegeben. In Klammern kann sich noch eine zusätzliche Adresse befinden, wenn es beispielsweise ein Eckhaus ist. Bei freistehenden Objekten ohne Adresse (zum Beispiel bei Bildstöcken) ist eine Adresse angegeben, die in der Nähe des Objekts liegt. Durch Aufruf des Links Standort wird die Lage des Denkmals in verschiedenen Kartenprojekten angezeigt. Darunter sind die Katastralgemeinde (KG) und, wenn vorhanden, die Konskriptionsnummer (Konskr. Nr.) angegeben.                                                                                                   |
| Offizielle Beschreibung: | Es ist die Kurzbeschreibung auf Slowakisch, wie sie in den offiziellen Listen angegeben ist, eingetragen. |
| Beschreibung:            | Kurze Angaben zum Denkmal auf Deutsch. |
| Metadaten:               | Zusätzlich werden, wenn in den persönlichen Einstellungen das Helferlein Dauerhaftes Einblenden von Metadaten aktiviert ist, ebensolche angezeigt. |

- Karte mit allen Koordinaten:
- OSM |
- WikiMap